# União Futebol Clube (Alagoas)
União Futebol Clube, mais conhecido como União dos Palmares ou simplesmente União, é um clube brasileiro de futebol sediado na cidade de União dos Palmares (Alagoas). Foi fundado no dia 15 de abril de 2007, participou de duas edições do Campeonato Alagoano nos anos de 2010 e 2013 e três edições da Segunda Divisão do Alagoano, sendo campeão na edição de 2009, sendo este sua maior glória, seu maior rival é o Zumbi onde protagonizam o Duelo dos Felinos.

## História

### Fundação e primeiro jogo
Foi fundado em 15 de abril de 2007, manda suas partidas no Estádio Orlandão, em União dos Palmares, com capacidade para 10.000 torcedores. Sua primeira no profissional foi contra o Sete de Setembro pelo Segunda Divisão, o jogo terminou empatado por 0-0. Tem como rival o Zumbi da mesma cidade, o confronto chama-se Duelo dos Felinos. O nome do clube é uma homenagem ao município de União dos Palmares.

### Título da Segunda Divisão do Alagoano

#### Segunda Divisão de 2009
Seu momento mais histórico foi vivido em 2009, quando foi campeão da Segunda Divisão de 2009, sua campanha foi uma das melhores em nove jogos em toda a competição o tricolor estreou com um empate por 0 a 0 contra a equipe de Sete de Setembro, goleou o São Luiz por 4 a 0, perde o primeiro jogo na Primeira Fase para o Sport de Atalaia por 1 à 0 e finalizando a Primeira Fase ganhou por 3 a 0 do São Domingos, terminou a fase de classificação com 10 pontos em cinco jogos e obteve o melhor ataque e a melhor defesa com 9 gols feitos e 2 sofridos, respectivamente. Nos jogos das semifinais enfrenta em duas partidas o São Luiz de São Luís do Quitunde e vence os dois jogos pelo placar mínimo de 2 a 0. 
Na Grande Final da Segunda Divisão de 2009, o Tricolor dos Palmares enfrenta o badalado Sport Club Santa Rita, no primeiro jogo no Estádio Orlandão o Tricolor vence por 1 a 0, com gol de Rincón aos 18 minutos do segundo tempo. No Segundo jogo da Grande Final o placar foi de 1 a 0 para o Santa Rita, mas, jogo foi encerrado aos 35 minutos do segundo tempo após o goleiro do União, Dias, alegar contusão. Como já haviam sido feitas as três alterações e com 4 jogadores expulsos, o União ficou sem o número legal de atletas. A decisão foi tomada pelo STJD da Federação Alagoana e o título foi dividido entre as 2 equipes.

### Campeonato Alagono de 2010
O União no campeonato fez uma péssima campanha no Alagoano acabando rebaixado, levando goleadas do Coruripe 6-3 e do Corinthians AL 3-6, com isso foi rebaixado em 9*lugar com com 4 vitórias 3 empates e 11 derrotas.

## Estatísticas
|  | Participações em 2021 |

| Competição | Competição          | Temporadas | Melhor campanha           | Estreia | Última | P | R |
| Alagoas    | Campeonato Alagoano | 2          | 9º colocado (2010 e 2013) | 2010    | 2013   |   | 2 |
| Alagoas    | Segunda Divisão     | 3          | Campeão (2009)            | 2009    | 2012   | 2 |   |